# Eupithecia monterata
Eupithecia monterata là một loài bướm đêm trong họ Geometridae.